# Simon Spies

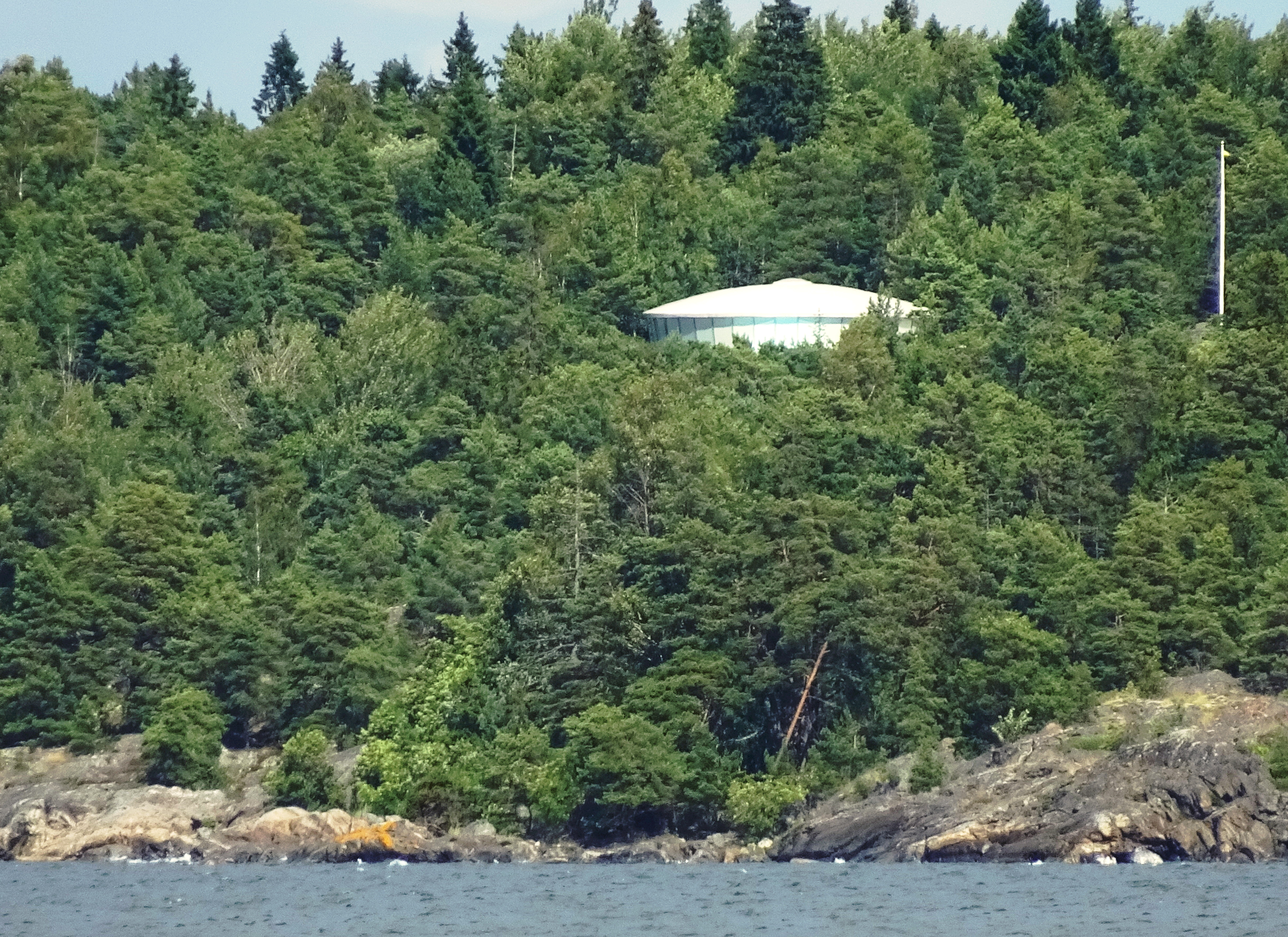
Villa Spies på Torö

Simon Ove Christian Ogilvie Spies, född 1 september 1921 i Helsingör, död 16 april 1984 i Rungsted, var en dansk affärsman, som bland annat grundade Spies Rejser.

## Biografi
Simon Spies växte upp under enkla förhållanden. Han var son till konstmålaren Johan William Ogilvie Spies och kontoristen Emma Spies. Han växte upp med sin mor, efter det att hans far hade lämnat familjen. Han började tidigt som entreprenör genom att köpa upp varor efter lokala marknader och sedan sälja dem vidare. Han tog realexamen 1936 och studentexamen 1945. Han studerade psykologi och statskunskap på universitetet. År 1953 började han arbeta som reseledare. Simon Spies grundade 1956 reseföretaget Spies och 1965 charterbolaget Conair of Scandinavia. Han fick med dessa stora framgångar med charterresor till bland annat Mallorca. Verksamheten växte och bedrevs med tiden över hela Skandinavien, där bolaget blev en av de största aktörerna på charteflygmarknaden.
I Sverige lät Spies bygga fritidshuset Villa Spies på Torö utanför Nynäshamn i Stockholms södra skärgård.
Han blev även känd för sitt utsvävande privatliv. Under det tidiga 1970-talet odlade han ovårdat helskägg, och fotograferades bland annat naken på en av Istedgades många porrklubbar, en skandal som genom kvällstidningarna blev välkänd även i Sverige. I slutet av 1970-talet slutade han med "hippie-stilen" och på sin 60-årsdag bjöd han in "hela Köpenhamn" till sitt enorma kalas som arrangerades mitt i centrala Köpenhamn. All mat och dryck var gratis. Spies var god vän med Mogens Glistrup. De två porträtterades i den danska filmen Spies & Glistrup, som hade premiär 2013.
År 1983, året före sin död, gifte han sig med den då 21-åriga Janni Brodersen, som blev hans fjärde och sista hustru och arvtagare till större delen av hans förmögenhet. Spies glömde inte heller sina anställda, vilka fick ärva ett antal tusenlappar per anställningsår. Janni Spies förmögenhet blev detta till trots enorm. Hon försökte driva koncernen vidare med sin bror Lars, som tidigare varit hantverkare. På bara några få år stod det klart att Spieskoncernen var nära konkurs. Janni Spies drog sig tillbaka och avyttrade till slut det mesta av rörelsen. Företaget Spies Rejser är idag en del av Nordic Leisure Travel Group.
Simon Spies var en av de mest spektakulära, men av folket likväl på kungligt vis "älskade" personligheterna i dansk nutidshistoria. Vid hans begravning bars kistan av ett stort antal av Conairs flygkaptener i sina uniformer till sin grav.